# Blimp (caméra)

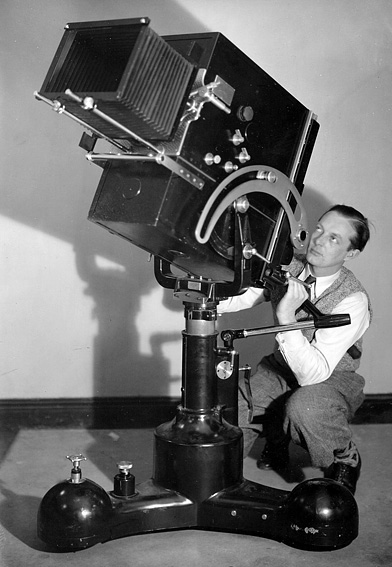
Caméra Debrie Parvo blimpée.

Un blimp est un caisson métallique doublé de plusieurs couches d’isolant phonique (velours), ou une housse en tissu (blimp dit « souple », du type matelas), qui a remplacé la cabine où l’on enfermait la caméra à la suite de l'avènement du cinéma sonore. La caméra, installée dans un caisson prévu pour elle dans sa forme et ses nécessités de fonctionnement, est dite alors « blimpée ». Cet accessoire concernait les caméras jusqu'à l'avènement des caméras électroniques, analogiques puis numériques qui ne nécessitent pas un tel équipement puisqu'elles ne comportent plus aucun mécanisme d'avance pas à pas (24 ou 25 images par seconde) d'un support pelliculaire à couche photosensible argentique .

## Histoire
Le terme blimp, utilisé pour les caméras, est une onomatopée qui désigne en anglais un ballon dirigeable à enveloppe souple (« blimp ! » étant le bruit résonnant lorsqu’on frappe cette enveloppe gonflée). Le mot a été adopté en raison du volume imposant d’une caméra blimpée et de sa forme arrondie quand il s’agit d’une housse en tissu.
« Le bruit de crécelle de la caméra n’est pas le bienvenu lors des prises de vue sonores, elle se voit enfermée avec son opérateur dans une cabine insonorisée et se retrouve avec un fil à la patte. Allait-on oublier les travellings, les panoramiques et les subtilités du découpage ? ». Le blimp lui a redonné une grande partie de sa mobilité originelle, bien que sa version métallique double, voire triple le poids de la caméra nue.

## Description

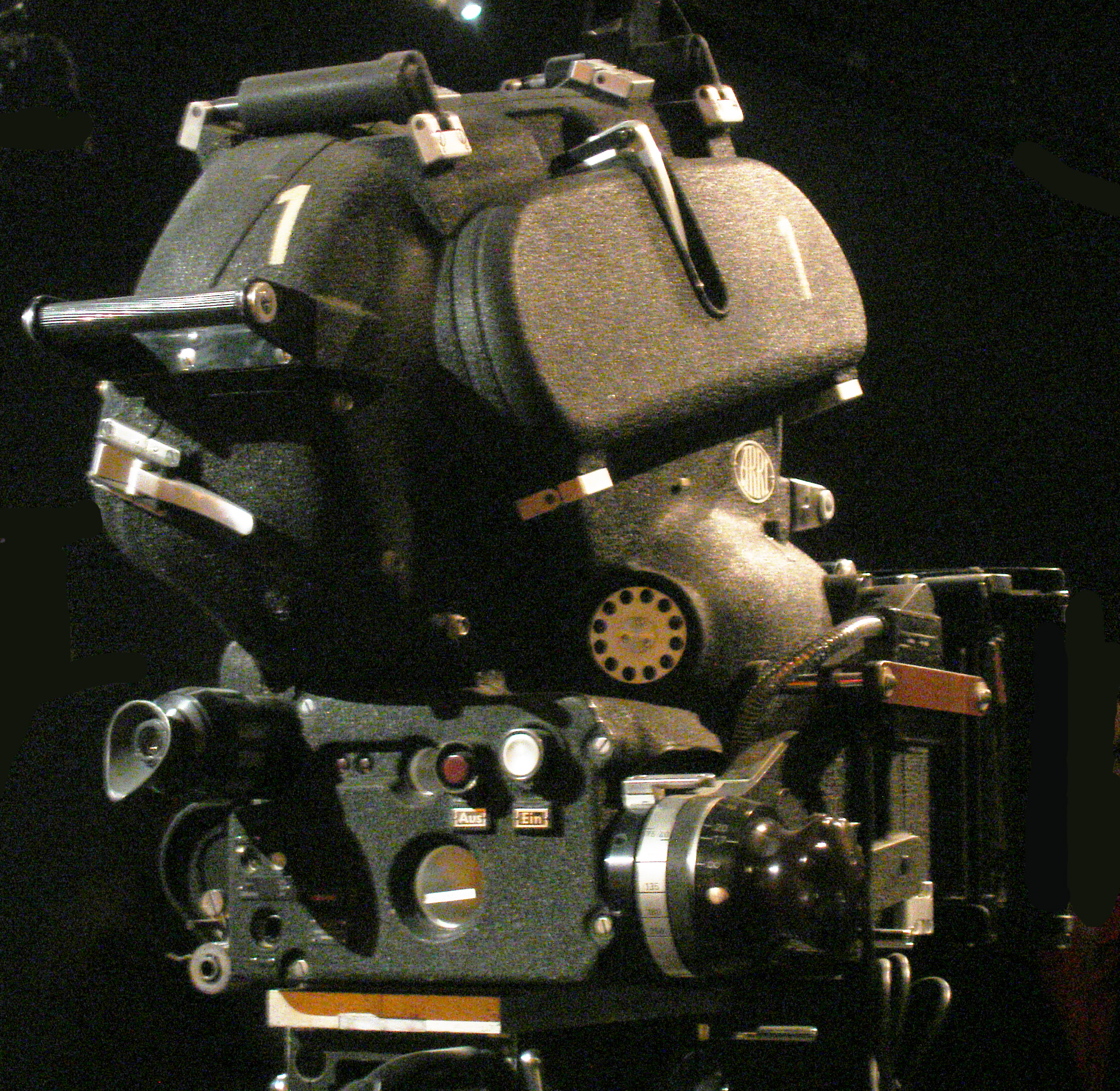
Caméra Arriflex 35 mm dans son blimp, vue de l'arrière, côté cadreur.

Un blimp est dessiné pour un modèle précis de caméra. L’appareil de prise de vues doit pouvoir y être installé facilement. Il peut être fixé à l’extérieur sur une plaque à glissière qui le transporte d’une simple poussée à l’intérieur du blimp. Les commandes doivent être actionnées de l’extérieur et les accessoires du blimp comptent des prolongateurs pour la visée et le réglage des optiques et bien sûr le contrôle de la marche et de l'arrêt. L’objectif a une part importante dans les fuites sonores du mécanisme en action. Il est donc lui aussi blimpé avec un système de lames à faces parallèles.
Le blimp souple était aussi utilisé pour rendre encore plus insonores des caméras qui, par construction, étaient pourtant dites « autosilencieuses » car, en vérité, ces caméras conservaient à 20 dB un léger bruit de fonctionnement qui gênaient certaines prises de son, notamment lorsque les comédiens adoptaient un niveau sonore plutôt bas, ou étaient filmés de près aux focales courtes. 